# L'Esperon
L'Esperon (en francès Lesperon) és un municipi francès situat al departament de les Landes i a la regió de la Nova Aquitània.

## Demografia
| 1962                                       | 1968  | 1975  | 1982  | 1990 | 1999 | 2007 |
| ------------------------------------------ | ----- | ----- | ----- | ---- | ---- | ---- |
| 1.000                                      | 1.018 | 1.020 | 1.016 | 996  | 864  | 968  |
| Des de 1962: població sense dobles comptes |       |       |       |      |      |      |

## Administració
| Període   | Identitat       | Partit |
| --------- | --------------- | ------ |
| 2001-2008 | Michel Bernard  |        |
| 2008-     | Hélène Cousseau | PG     |